# 戴嘉伸
戴嘉伸（たい かしん、1958年6月25日 - ）は、台湾の囲碁棋士。中国囲棋会三品、台湾棋院七段。名人戦準優勝、国手戦挑戦者など。

## 経歴
1983年九品（初段）。1984年に国手戦挑戦者となり、陳長清に3-4で敗退。1985年に名人戦挑戦者となり、陳士に1-4で敗退。1986年六品。1990年五品。1994年三品。1995、96年に名人戦2位。2001年棋士杯準優勝。2003、05年東鋼杯準優勝。
尊敬する棋士は呉清源。

### 主な棋歴
- 快棋王座戦 1983年
- 国手戦 挑戦者 1984、86、95年
- 名人戦 挑戦者 1985年、挑戦者 1994、95年
- 棋士杯 2001年
- 東鋼杯プロ囲棋戦 準優勝 2003、05年